# Набережна синагога
Набережна синагога — юдейська синагога в Херсоні. Не збереглася.

## Історія
Нині житловий будинок, вул. Михайлівська, 21. Побудована у другій половині XIX ст. Відвідуваність на початку XX століття — 1500 чоловік.
За актом № 24 від 9 травня 1922 з власності синагоги було вилучено цінностей 13 фунтів 66 золотників (5 кг 605 г: корона; прикраса Тори; 10 свічників; залишено у тимчасовому користуванні: посуд для освячення олії; прикраса Тори; указка.
У 1925 році за клопотанням трудящих міста була закрита і переобладнана морським портом під гуртожиток для охоронців Морпорту. Рішенням Херсонського облвиконкому від 14.10.1950 р. за № 1542 будівля колишньої синагоги по вул. Прикордонній, 23 було передано Обласному управлінню сільського господарства.
Рішенням Облвиконкому від 25.08.1957 частина будівлі передали під гімнастичну залу ДСО «Водник», у період перебудови перетворений на склад (згодом закинутий).